# 러브파

러브파의 진행 방향과 파형의 모습. 러브파는 표면에만 진행하며 매질을 따라 전파가 되는 표면파이다.

러브파(Love wave)는 선형탄성학에서 수평으로 편광된 표면파를 의미한다. 어거스터스 에드워드 허그 러브 교수의 이름을 따서 붙어진 파형이다. 러브파는 한쪽은 탄성계 공간이며 다른 쪽은 아무것도 없는 진공 상태의 표면인 탄성층을 통해 유도되는 수많은 S파가 간섭을 일으키며 생겨난다. 지진학에서는 러브파를 Q파(Q waves)라고도 부르며 지진이 일어날 때 땅을 수평으로 흔들리게 만드는 표면 지진파이다. 지진학에서는 P파, S파 다음으로 오는 파동으로 알려져 있다. 러브파는 횡파인 S파의 속도가 아래에서보다 표면 가까운 위에서 더 느릴 때만 발생하는 파동이다. 그러므로 표면에서 거리가 멀어질수록 러브파의 진폭은 기하급수적으로 줄어든다.
러브파는 1911년 어거스터스 러브 교수가 처음 수학적으로 그 존재를 예측하였다.

## 기초 이론
선형탄성 물질의 선형 운동량 보존은 아래와 같이 쓸 수 있다. 여기서 물체력은 0으로 가정하고 직접적인 텐서 표기법만 사용한다.
{\displaystyle {\boldsymbol {\nabla }}\cdot ({\mathsf {C}}:{\boldsymbol {\nabla }}\mathbf {u} )=\rho ~{\ddot {\mathbf {u} }}}
여기서 {\displaystyle \mathbf {u} }는 벡터 변위이고 {\displaystyle {\mathsf {C}}}는 탄성 강도 텐서이다. 러브파 {\displaystyle \mathbf {u} }는 위 방정식을 만족시키는 특수해에 해당한다. 이해하기 쉬운 설명을 위해 직교 좌표계({\displaystyle x,y,z})로 러브파를 설명한다.
탄성 특성이 {\displaystyle z}축으로만 연관되어 있는 함수인 등방성 선형 탄성 매질을 생각하자. 이러면 라메 상수와 밀도는 {\displaystyle \lambda (z),\mu (z),\rho (z)}로 표현할 수 있다. 시간 {\displaystyle t}에 따른 변위 {\displaystyle (u,v,w)}의 러브파 파형은 다음 함수와 같이 된다.
{\displaystyle u(x,y,z,t)=0~,~~v(x,y,z,t)={\hat {v}}(x,z,t)~,~~w(x,y,z,t)=0\,.}
즉 이 파는 {\displaystyle (x,z)} 평면에 수직인 평행전단파(Antiplane shear wave)가 된다. {\displaystyle {\hat {v}}(x,z,t)} 함수는 다양한 파수 {\displaystyle k}와 진동수 {\displaystyle \omega }를 가진 수많은 고조파의 중첩 형태로 표현할 수 있다. 여기서 가장 단순한 고조파인 다음 파동만 생각해 보자.
{\displaystyle {\hat {v}}(x,z,t)=V(k,z,\omega )\,\exp[i(kx-\omega t)]}
여기서 {\displaystyle i={\sqrt {-1}}}이다. 이 변위로 인한 변형력은 다음과 같다.
{\displaystyle \sigma _{xx}=0~,~~\sigma _{yy}=0~,~~\sigma _{zz}=0~,~~\tau _{zx}=0~,~~\tau _{yz}=\mu (z)\,{\frac {dV}{dz}}\,\exp[i(kx-\omega t)]~,~~\tau _{xy}=ik\mu (z)V(k,z,\omega )\,\exp[i(kx-\omega t)]\,.}
여기서 추정된 변위를 운동량 보존 방정식에 대입하면 다음과 같은 단순한 방정식으로 정리할 수 있다.
{\displaystyle {\frac {d}{dz}}\left[\mu (z)\,{\frac {dV}{dz}}\right]=[k^{2}\,\mu (z)-\omega ^{2}\,\rho (z)]\,V(k,z,\omega )\,.}
러브파의 경계조건은 자유표면{\displaystyle (z=0)}에서 견인력(Traction)이 반드시 0이어야 한다는 것이다. 또한 층 매질에서 응력 성분 {\displaystyle \tau _{yz}}이 각 층 경계마다 전부 연속적이어야 한다. {\displaystyle V}의 2차 미분방정식을 2계 1차 미분방정식으로 표현하기 위해 응력 성분을 다음과 같이 하자.
{\displaystyle \tau _{yz}=T(k,z,\omega )\,\exp[i(kx-\omega t)]}
그럼 다음과 같이 운동량 방정식의 1차 방정식 형태를 얻게 된다.
{\displaystyle {\frac {d}{dz}}{\begin{bmatrix}V\\T\end{bmatrix}}={\begin{bmatrix}0&1/\mu (z)\\k^{2}\,\mu (z)-\omega ^{2}\,\rho (z)&0\end{bmatrix}}{\begin{bmatrix}V\\T\end{bmatrix}}\,.}
위 방정식을 고윳값 문제로 풀면 수치해석학적으로 고유함수를 찾을 수 있는 방정식이 된다.

## 같이 보기
- 종파
- 레일리파

## 참고 문헌
- A. E. H. Love, "Some problems of geodynamics", first published in 1911 by the Cambridge University Press and published again in 1967 by Dover, New York, USA. (Chapter 11: Theory of the propagation of seismic waves)